# Cyclea peregrina
Cyclea peregrina är en tvåhjärtbladig växtart som beskrevs av John Miers. Cyclea peregrina ingår i släktet Cyclea och familjen Menispermaceae. Inga underarter finns listade i Catalogue of Life.